# Odontanthias borbonius
Odontanthias borbonius är en fiskart som först beskrevs av Achille Valenciennes 1828.  Odontanthias borbonius ingår i släktet Odontanthias och familjen havsabborrfiskar. Inga underarter finns listade i Catalogue of Life.